# گلدامچه
گلدامچه، روستایی از توابع بخش کردیان شهرستان جهرم در استان فارس ایران است. این روستا با ۵۴۸ نفر جمعیت (۱۳۹۵)، پرجمعیت‌ترین روستای دهستان قطب‌آباد است.

## جمعیت
این روستا در دهستان قطب‌آباد قرار دارد و بر اساس سرشماری مرکز آمار ایران در سال ۱۳۹۵، جمعیت آن ۵۴۸ نفر (۱۶۴ خانوار) بوده‌است.